# Solomîr, Zaricine
Solomîr (în ucraineană Соломир) este un sat în comuna Sernîkî din raionul Zaricine, regiunea Rivne, Ucraina.

## Demografie
Componența lingvistică a localității Solomîr
     Ucraineană (96,76%)
     Belarusă (2,88%)
     Alte limbi (0,36%)
Conform recensământului din 2001, majoritatea populației localității Solomîr era vorbitoare de ucraineană (96,76%), existând în minoritate și vorbitori de belarusă (2,88%).